# Lecanora fuscescens
Lecanora fuscescens är en lavart som först beskrevs av Søren Christian Sommerfelt och fick sitt nu gällande namn av William Nylander. 
Lecanora fuscescens ingår i släktet Lecanora och familjen Lecanoraceae.  Arten är reproducerande i Sverige. Inga underarter finns listade i Catalogue of Life.

## Källor

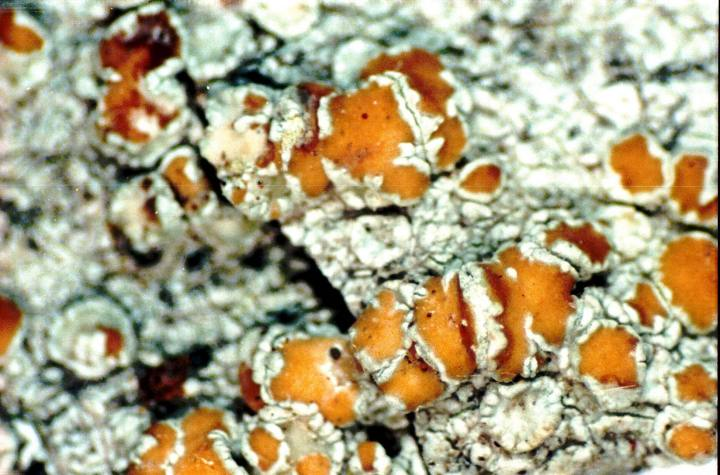
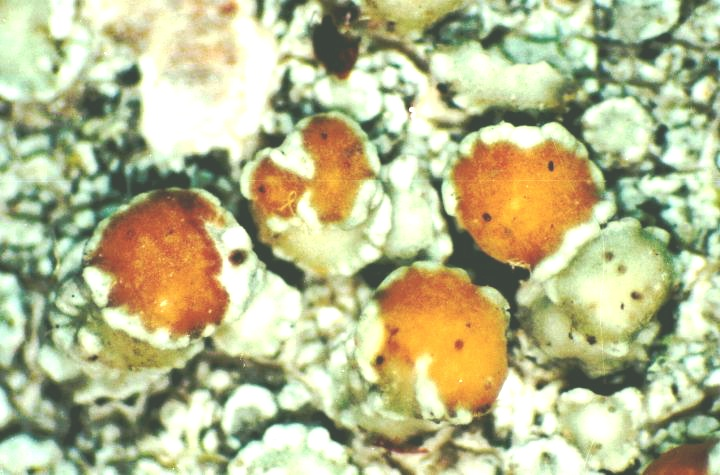
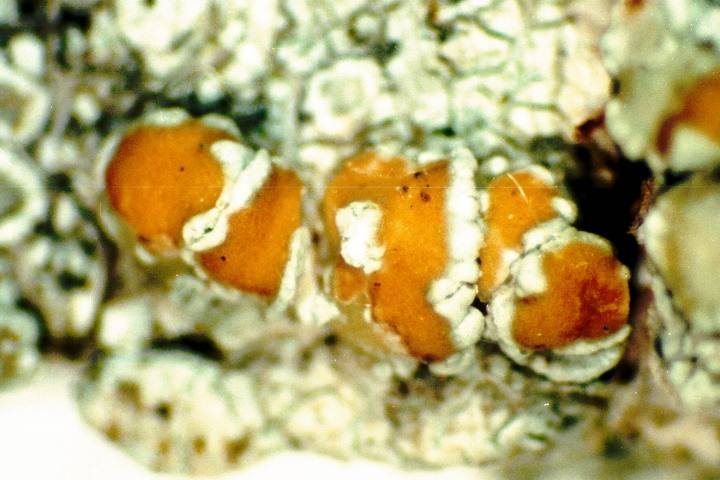
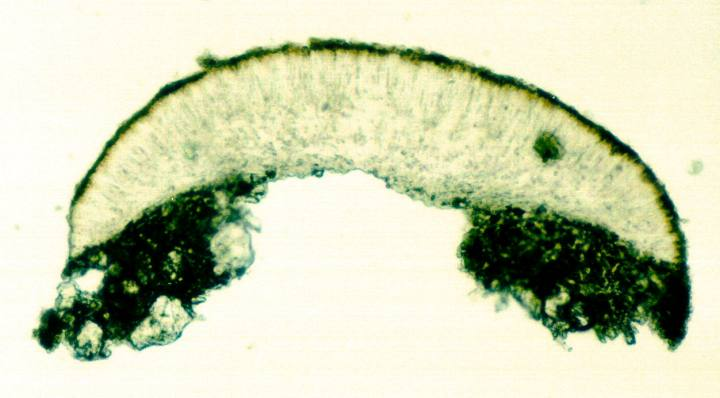
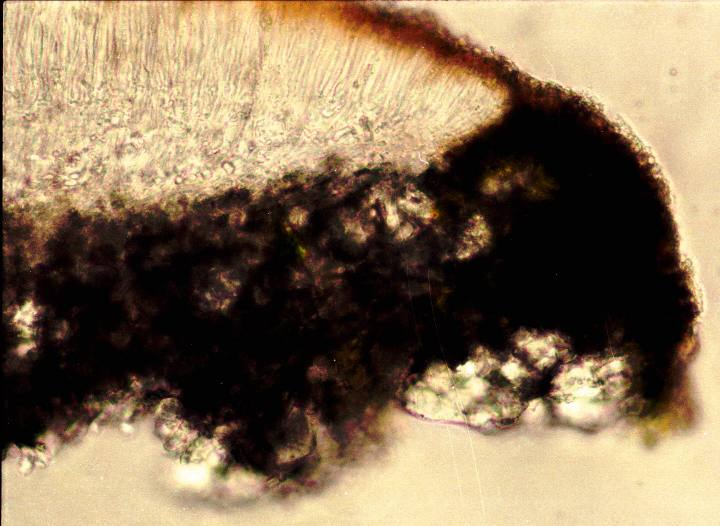
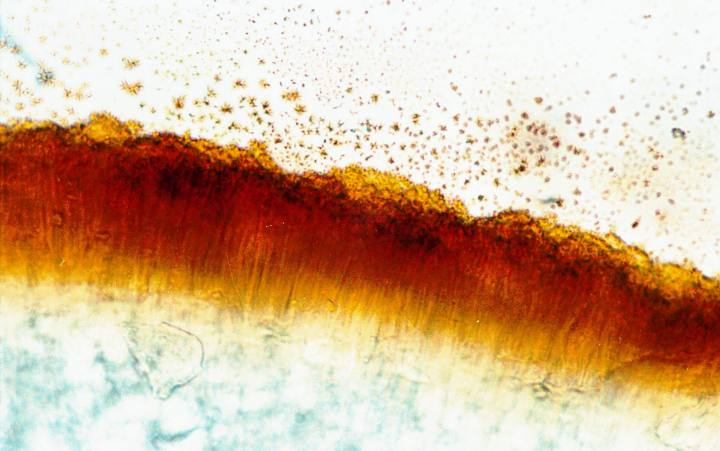
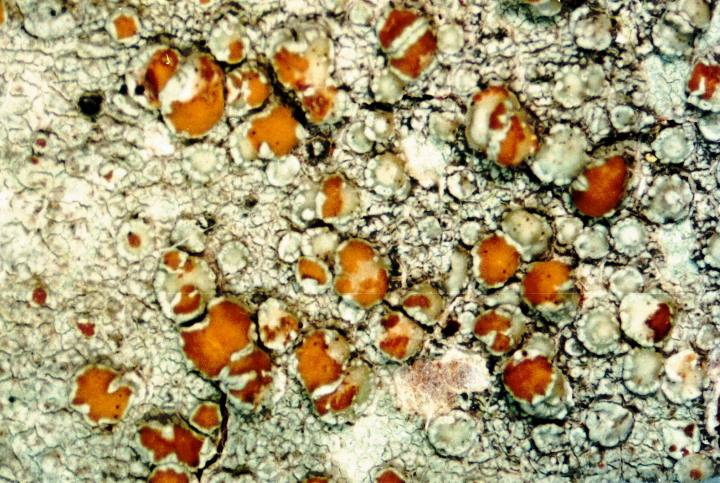